# Военная пасха
Военная Пасха — ежегодное мероприятие, проходящее 6 января в тронном зале королевского дворца в Мадриде. Король Испании принимает председателя правительства, руководителей штабов обороны трёх родов войск (сухопутные войска, военно-воздушные силы и военно-морские силы), королевских и военных чинов ордена Святого Фердинанда и ордена Святого Херменегильдо, Гражданской Гвардии и братства ветеранов.

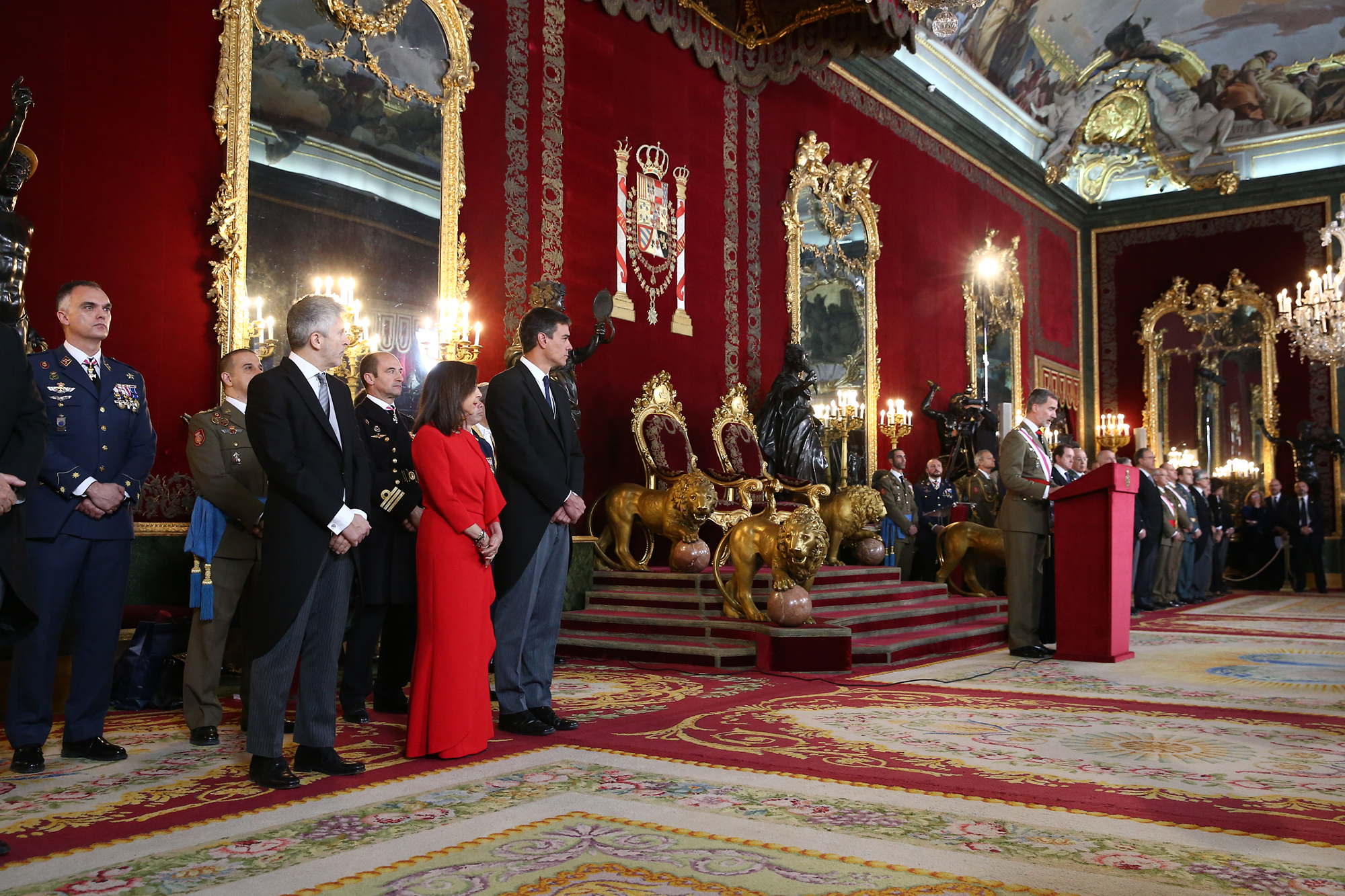
Церемония в 2019 году

Как король, так и министр обороны выступают с речью перед правительством и представителями трёх родов войск соответственно. Речь, как правило, отражает политическое и геостратегическое состояние Испании и является предметом анализа политологов. Также награждаются военнослужащие за заслуги в предыдущем году.

## Источник
Король Карл III учредил эту церемонию  в 1782 году по случаю успешного завершения осады острова Минорки силами франко-испанского флота в составе 52 судов и испанской морской пехоты. Со временем военная пасха из события исторического стала торжественным и важным военным событием, подводящим итоги предыдущего года и обозначающего курс на следующий год.

## Вне Мадрида
Военная пасха отмечается не только в Мадриде, но и в Сеуте и Пальма-де-Мальорке, она является одним из важнейших ежегодных празднований во дворце генерал-капитанства Канарских островов в Санта-Крус-де-Тенерифе, где также отмечается вооружёнными силами.